# ازدنیک زیکان
ازدنیک زیکان (چکی: Zdeněk Zikán؛ ۱۰ نوامبر ۱۹۳۷ – ۱۴ فوریهٔ ۲۰۱۳) یک بازیکن فوتبال اهل چکسلواکی بود.

## باشگاهی
از باشگاه‌هایی که در آن بازی کرده‌است می‌توان به باشگاه فوتبال اسپارتا پراگ، دوکلا پراگ اشاره کرد.

## تیم ملی
وی سابقه ۴ بازی برای تیم ملی فوتبال چکسلواکی را در کارنامه دارد.

## گل‌های ملی
| ۱.                             | ۲ آوریل ۱۹۵۸ | Strahov Stadium, پراگ، چکسلواکی             | آلمان غربی   | ۳–۲ | برد   | بازی دوستانه          |
| ۲.                             | ۱۱ ژوئن ۱۹۵۸ | ورزشگاه المپیک هلسینگبورگ، هلسینگبورگ، سوئد | آلمان غربی   | ۲–۲ | تساوی | جام جهانی فوتبال ۱۹۵۸ |
| ۳.                             | ۱۵ ژوئن ۱۹۵۸ | ورزشگاه المپیک هلسینگبورگ، هلسینگبورگ، سوئد | آرژانتین     | ۶–۱ | برد   | جام جهانی فوتبال ۱۹۵۸ |
| ۴.                             | ۱۵ ژوئن ۱۹۵۸ | ورزشگاه المپیک هلسینگبورگ، هلسینگبورگ، سوئد | آرژانتین     | ۶–۱ | برد   | جام جهانی فوتبال ۱۹۵۸ |
| ۵.                             | ۱۷ ژوئن ۱۹۵۸ | ورزشگاه مالمو, مالمو، سوئد                  | ایرلند شمالی | ۱–۲ | شکست  | جام جهانی فوتبال ۱۹۵۸ |
| Correct as of 19 February 2013 |              |                                             |              |     |       |                       |